# 双塔水库
双塔水库，也称双塔堡水库，位于中国甘肃省瓜州县县城以东48千米的疏勒河上的一座水库，是一座以灌溉为主，兼有防洪、发电、养殖等综合效益的大型水库。水库始建于1958年6月，1960年4月建成蓄水，建成时总库容2.4亿立方米。1972年由于原输水洞进口启闭塔遭受冰压力位移断裂，洞身大面积漏水，危及副坝安全，随即封堵原输水洞，开建了新输水洞。1978年6月至1984年4月，对主坝进行防渗和加固等补建工程，核定总库容为2.0亿立方米。水库坝体为混凝土心墙结合黏土心墙砂砾壳坝，主坝长1332.8米，最大坝高26.8米；副坝长199米，高17.3米。电站装机容量3750千瓦。双塔水库与上游的昌马水库和支流石油河赤金峡水库联合运用，承担着昌马灌区、双塔灌区、花海灌区共7万公顷的农田灌溉任务，保护下游瓜州县城乡和耕地防洪安全。